# Keiko (orca)
Keiko (sortudo, em japonês) (Perto da Islandia, c.1976 – Taknes Fjord, Noruega, 12 de dezembro de 2003) foi uma orca que ficou conhecida como "Willy" por sua participação no filme Free Willy. Nasceu em 1976, e foi capturado em 1979. Chegava a pesar 6 toneladas e a medir 7,3 metros. A história de Keiko comoveu o mundo, com sua captura e venda a um parque no México, onde desenvolveu doenças, com sua participação no filme, com as tentativas de readaptá-lo ao ambiente natural e, finalmente, com sua morte. Ao ficar conhecido pelo filme, Keiko moveu milhares de pessoas contra a captura de mamíferos marinhos para serem usados em espetáculos. Keiko chegou a ser solto no mar, sempre em constante vigilância, mas ao se afastar demais por seguir um barco perto da Noruega, acabou morrendo de pneumonia. Keiko nunca teve filhotes e, ao contrário do que muitos pensam, é uma orca macho, não fêmea.

## Biografia

### Da Captura à Liberdade

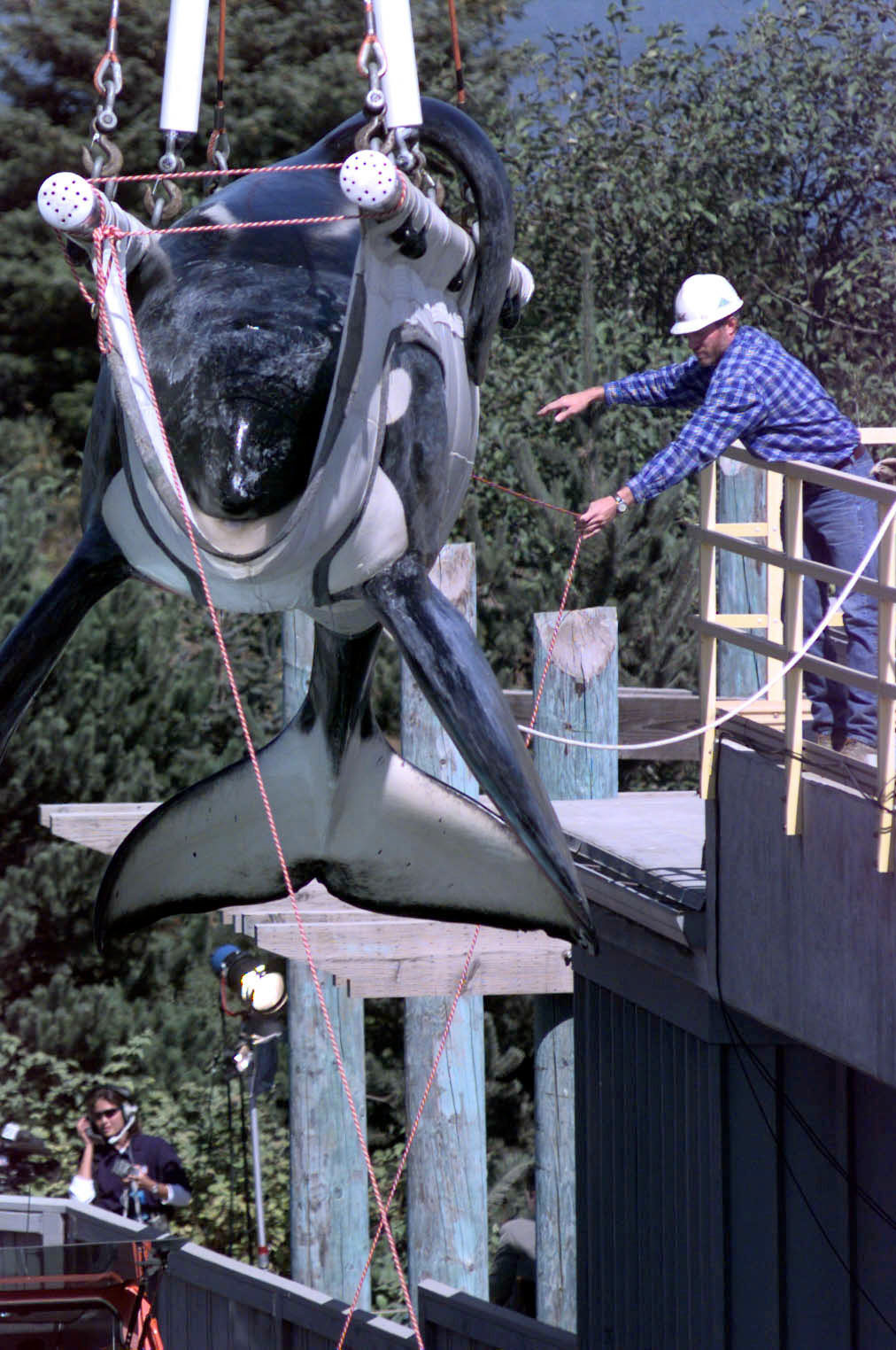
Keiko

Keiko foi capturado perto da Islândia, em 1979, e vendido a um aquário islandês em Hafnarfjörður. Três anos depois, foi vendido ao parque MarineLand, em Ontário, onde começou o primeiro desempenho para o público e desenvolveu lesões cutâneas, indicativo de má saúde. Foi então vendido ao parque Reino Aventura (agora conhecido como Six Flags México), um parque de diversões no México, em 1985.
A publicidade de seu papel em Free Willy conduziu a um esforço pela Warner Bros. para encontrar-lhe um lar melhor. Doações do estúdio e Craig McCaw levou à criação da Free Willy-Keiko Foundation, em fevereiro de 1995. Com doações da fundação e dr milhões de crianças, o Oregon Coast Aquarium, em Newport, Oregon, gastou mais de US$ 7 milhões para construir instalações para devolver-lhe a saúde, com a esperança de devolvê-lo a vida selvagem. Ele foi transportado por via aérea pela UPS para sua nova casa, em 7 de janeiro de 1996, pesando 3500 kg. Durante seus anos no Oregon, ele ganhou mais de uma tonelada de peso.
O plano de retorno dele à vida selvagem foi tema de muita controvérsia. Alguns consideravam que seus anos de cativeiro tornavam esse retorno impossível. Entanto, o próximo passo no plano aconteceu em 9 de setembro de 1998, quando ele tinha voado para Klettsvik, uma baía na ilha de Heimaey, em Vestmannaeyjar, Islândia. Seu dia a dia tornou-se responsabilidade da Ocean Futures Society. Lá, Keiko passou por cuidados, a fim de prepará-lo para sua eventual libertação, incluindo sessões supervisionadas em mar aberto.
Durante um desses passeios, cuidados perderem Keiko de vista no mar aberto, ao largo da Islândia, em 11 de julho de 2002. Não foi possível localizá-lo com o sistema de localização por satélite por um dispositivo ligado a seu dorsal, e Keiko foi finalmente notado a 870 quilômetros ao largo da costa da Noruega. Em setembro, ele seguiu um barco de pesca para Halsa na Noruega, onde fãs brincaram com ele, e puderam rastreá-lo. Biólogos marinhos locais o encontraram, mas Keiko tinha perdido peso durante seu calvário no Atlântico Norte. Vários dias depois, sua movimentação chegou logo depois e levou-o a perto de Taknesbukta, na esperança de desencorajar a sua interação com seres humanos. Eles esperavam uma passagem de orcas iriam "adoptar" Keiko e levá-lo de volta ao mar aberto. As orcas nunca apareceram, forçando seus treinadores a continuarem a alimentação e cuidados de Keiko.

### Origem do Nome
Seu nome têm origem no idioma japonês, e significa Sortudo, sendo geralmente atribuído a mulheres.

### Morte e homenagens
Keiko ficou doente de maneira muito rápida, de acordo com Simba, um dos amigos que monitorava os movimentos da estrela do cinema. "Ela exibiu alguns sinais de letargia e falta de apetite", disse Simba a agência de notícias Associated Press.
"Nós checamos a respiração dele e estava um pouco irregular. Ela não estava passando bem. No início da noite, ela morreu", contou Simba.
"Elas realmente morrem rápido e não havia nada que pudéssemos fazer", disse Nick Braden, porta-voz da Sociedade Humana dos Estados Unidos.
Em reconhecimento a sua condição de estrela de cinema, Keiko foi sepultado em terra, em Halsa (oeste da Noruega), às margens do fiorde norueguês onde viveu nos últimos anos, fato excepcional para um mamífero marinho.
"O enterramos durante a noite, pois queríamos evitar a presença da imprensa. As pessoas têm de se lembrar de Keiko como um animal bom e vivo que brincava na água e não como um enorme cadáver", disse à AFP Lars Olav Lilleboe, que ficou encargado de cuidar de Keiko em Halsa.
A cidade de Halsa, que se transformou em local de peregrinação para muitos admiradores da famosa "Willy", depois que a orca se instalou em suas águas, agora estuda a possibilidade de erguer um monumento no local onde o animal foi enterrado.

## Avaliação do processo de liberdade
A maioria das fontes concluem que o projeto de libertar Keiko foi um fracasso devido a má adaptação da Orca na natureza. Na Noruega, Keiko teve pouco contato com outras orcas e não caçava; meses antes de sua morte, ele ainda dependia de humanos para se alimentar.
Outra fonte confiável afirma: "ele foi visto mergulhando entre as orcas selvagens apenas uma vez, em 30 de julho de 2002. Depois do contato físico na superfície, Keiko nadou para longe, procurando companhia humana através de barcos". Um estudo científico publicado na revista Marine Mammal Science em julho de 2009 confirma que ele foi visto acompanhado de alguns grupos selvagens, mas nunca socialmente integrado a esses golfinhos (as orcas são chamadas de "baleias" por terem até 9 metros de comprimento). Em resumo, "ele nunca se integrou a um casulo selvagem… e não pôde quebrar sua necessidade de contato humano". Seu retorno a humanos por comida e companhia confirma o fracasso do projeto, de acordo com o mesmo estudo científico.
As razões citadas para a incapacidade de adaptação de Keiko incluem sua idade precoce de captura, a longa história de cativeiro, a falta prolongada de contato com coespecíficos e os fortes laços com os seres humanos.
Apesar destes comentários, David Phillips, diretor executivo da Free Willy-Keiko Foundation, elogiou o projeto: "nós pegamos o candidato mais difícil e o levamos da quase-morte, no México, para nadar com baleias selvagens, na Noruega". Outros também afirmam que o lançamento foi um sucesso; o The Huffington Post descreveu a libertação como um "sucesso fenomenal… dando-lhe anos de saúde e liberdade".
O custo total da libertação de Keiko foi cerca de US$ 20 milhões. O principal autor do estudo publicado pela Marine Mammal Science afirmou numa entrevista: "você não pode simplesmente deixar estes animais saírem da natureza. Você tem de assumir a responsabilidade e isto pode custar muito dinheiro. O valor gasto com Keiko poderia ter sido mais bem investido em programas de conservação para proteger baleias e seu habitat… mas isto não é tão atraente quanto as aventuras de uma única baleia".